# قائمة سفراء الولايات المتحدة لدى السودان
فيما يلي قائمة سفراء الولايات المتحدة في السودان، أول رئيس للبعثة أرسلته الولايات المتحدة كان آرثر إي بيتش، الذي قدم أوراق اعتماده في مارس 1956. ومن عام 1967 إلى عام 1972 أغلقت السفارة، وافتتح قسم رعاية المصالح الأمريكية في سفارة هولندا. في عام 1973 أُخذ السفير كليو أ. نويل الإبن كرهينة وقتل من قبل منظمة أيلول الأسود أثناء الهجوم على السفارة السعودية بالخرطوم، أُغلِقت السفارة مرة أخرى في عام 1996، وعلى الرغم من إعادة فتحها في عام 2002، إلا أن الولايات المتحدة أرسلت فقط قائمين بالأعمال مؤقتين إلى العاصمة السودانية الخرطوم.

## السفراء
- آرثر إي بيتش [1]
  - المنصب: القائم بالأعمال
  - التعيين:
  - تقديم أوراق الاعتماد: 17 مارس 1956
  - إنهاء المهمة: تم الاستعاضة عنه في 17 مايو 1956

ملحوظة: تأسست السفارة بالخرطوم في 15 فبراير 1956
- لويل سي بينكرتون
  - المنصب: سفير فوق العادة ومفوض
  - التعيين: 12 أبريل 1956
  - تقديم أوراق الاعتماد: 17 مايو 1956
  - إنهاء المهمة: غادر بعد 25 أغسطس 1957
- جيمس موس جونيور
  - المنصب: سفير فوق العادة ومفوض
  - التعيين: 26 مارس 1958
  - تقديم أوراق الاعتماد: 17 أبريل 1958
  - إنهاء المهمة: غادر بعد 5 مايو 1962
- ويليام إم رونتري
  - المنصب: سفير فوق العادة ومفوض
  - التعيين: 3 يوليو 1962
  - تقديم أوراق الاعتماد: 2 أغسطس 1962
  - إنهاء البعثة: غادر بعد 17 سبتمبر 1965
- ويليام إتش ويزرسباي
  - المنصب: سفير فوق العادة ومفوض
  - التعيين: 20 أكتوبر 1965
  - تقديم أوراق الاعتماد: 4 ديسمبر 1965
  - إنهاء البعثة: قطع السودان العلاقات الدبلوماسية مع الولايات المتحدة في 7 يونيو 1967؛ وغادر ويزرسباي بعد 18 يونيو 1967.

ملاحظة: أُغلِقت السفارة في الخرطوم اعتبارًا من 6 يونيو 1967.وأنشِئَ قسم رعاية المصالح الأمريكية في سفارة هولندا في 14 أغسطس 1967. الضباط الرئيسيون هم: كليو أ.نويل جونيور (أغسطس 1967 - يونيو 1969)، وجورج كورتيس مو (يوليو 1969 - يوليو 1972). أعيد تأسيس السفارة بالخرطوم في 25 يوليو 1972، وكان مور قائمًا بالأعمال بالنيابة.
- كليو أ. نويل الإبن[2]
  - المنصب: سفير فوق العادة ومفوض
  - التعيين: 2 ديسمبر 1972
  - تقديم أوراق الاعتماد: 23 ديسمبر 1972
  - إنهاء المهمة: اغتيل في 2 مارس 1973
- وليام دي بروير
  - المنصب: سفير فوق العادة ومفوض
  - التعيين: 16 يوليو 1973
  - تقديم أوراق الاعتماد: 22 سبتمبر 1973
  - إنهاء المهمة: غادر بعد 7 مايو 1977
- دونالد سي بيرجوس
  - المنصب: سفير فوق العادة ومفوض
  - التعيين: 19 مايو 1977
  - تقديم أوراق الاعتماد: 19 يوليو 1977
  - إنهاء المهمة: اليسار 1 أبريل 1980
- ويليام كونتوس - معين سياسيًا
  - المنصب: سفير فوق العادة ومفوض
  - التعيين: 23 مايو 1980
  - تقديم أوراق الاعتماد: 24 يونيو 1980
  - إنهاء المهمة: اليسار 21 يوليو 1983
- هيوم ألكسندر هوران
  - المنصب: سفير فوق العادة ومفوض
  - التعيين: 6 يوليو 1983
  - تقديم أوراق الاعتماد: 30 يوليو 1983
  - إنهاء المهمة: 4 يوليو 1986
- جي. نورمان أندرسون
  - المنصب: سفير فوق العادة ومفوض
  - التعيين: 16 يونيو 1986
  - تقديم أوراق الاعتماد: 12 أغسطس 1986
  - إنهاء المهمة: اليسار 24 أكتوبر 1989
- جيمس ريتشارد تشيك
  - المنصب: سفير فوق العادة ومفوض
  - التعيين: 10 أكتوبر 1989
  - تقديم أوراق الاعتماد: 16 نوفمبر 1989
  - إنهاء المهمة: غادر بعد 8 أغسطس 1992
- دونالد ك. بيترسون
  - المنصب: سفير فوق العادة ومفوض
  - التعيين: 15 يونيو 1992
  - تقديم أوراق الاعتماد: 24 أغسطس 1992
  - إنهاء المهمة: اليسار 28 يوليو 1995
- تيموثي إم. كارني
  - المنصب: سفير فوق العادة ومفوض
  - التعيين: 27 يونيو 1995
  - تقديم أوراق الاعتماد: 9 سبتمبر 1995
  - إنهاء البعثة: إغلاق السفارة الخرطوم في 7 فبراير 1996 ؛ غادر السفير كارني نيروبي في 30 نوفمبر 1997.

ملحوظة: أعيد فتح سفارة الخرطوم في 23 مايو 2002، وكان جيفري ميلينغتون القائم بالأعمال بالنيابة. وقد خدم الضباط التالية أسماؤهم بهذه الصفة: جيفري ميلينغتون (مايو 2002 - أغسطس 2003)، جيرارد إم جالوتشي (أغسطس 2003 - سبتمبر 2004)، روبرت وايتهيد (سبتمبر 2004 - فبراير 2005؛ مايو - يوليو 2005)، ديفيد كايوبر (فبراير - مايو 2005)، جون ليمبرت (يوليو - سبتمبر 2005)، كاميرون آر هيوم (أكتوبر 2005 - مايو 2007)، ألبرتو فرنانديز (يونيو 2007 - مايو 2009)، روبرت إي وايتهيد (مايو 2009 - 2011)، ماري كارلين ييتس (سبتمبر 2011 - فبراير 2012)، جوزيف د.ستافورد الثالث (يونيو 2012 - يناير 2014)، جيري ب.لانيير (مايو 2014 - مارس 2016)، ستيفن كوتسيس (يوليو 2016 - سبتمبر 2019)، برايان شوكان (أكتوبر 2019 حتى الآن).

## روابط خارجية
- وزارة الخارجية الأمريكية: رؤساء البعثات في السودان
- وزارة الخارجية الأمريكية: السودان
- سفارة الولايات المتحدة بالخرطوم